# Phebalium whitei
Phebalium whitei är en vinruteväxtart som beskrevs av P. G. Wilson. Phebalium whitei ingår i släktet Phebalium och familjen vinruteväxter. Inga underarter finns listade i Catalogue of Life.